# 世良明芳
世良 明芳（せら あきよし、1928年（昭和3年）3月1日 - 1995年）は、日本の声楽家（バス歌手）。東京マイスタージンガーの元メンバー。

## 経歴
島根県出身。1954年、明治大学法学部卒業。1955年、藤原歌劇団に入団。歌劇「セビリアの理髪師」でデビューし、「ボエーム」「トスカ」「蝶々夫人」などに出演。舞台以外でも、「ジャングル大帝」や「ひょっこりひょうたん島」などのTVドラマや、ディズニー映画「おしゃれキャット」などの映画作品で歌唱を務めた。NHK番組「歌のメリーゴーランド」では1964年からにレギュラー出演した。後に、鳥取女子短期大学教授、島根県合唱連盟副理事長、松江コーラルソサエティ会長なども務めた。